# Англо-ірландці
Англо-ірландці (ірл. Angla-Éireannach) позначає етнічну, соціальну та релігійну групу, яка є переважно нащадками та продовжувачами англійської протестантської панівної влади в Ірландії. Вони здебільшого належать до Англіканської церкви Ірландії, яка була встановленою церквою Ірландії до 1871 року, або меншою мірою до однієї з англійських незгодних церков, як-от методистська церква, хоча деякі були римо-католиками. Вони часто називали себе просто «британцями», рідше «англо-ірландцями», «ірландцями» або «англійцями». Багато з них стали видатними адміністраторами Британської імперії та старшими армійськими та морськими офіцерами, оскільки Велика Британія більше століття перебувала в законодавчій та персональній унії з Ірландським королівством (як Сполучене Королівство Великої Британії та Ірландії).
Цей термін зазвичай не застосовується до пресвітеріан у провінції Ольстер, чиє походження здебільшого є низинними шотландцями, а не англійцями чи ірландцями, і яких іноді ідентифікують як ольстерських шотландців. Англо-ірландці мають широкий спектр політичних поглядів, дехто є відвертими ірландськими націоналістами, але більшість загалом є юніоністами. І хоча більшість англо-ірландців походила з англійської діаспори в Ірландії, деякі походили з сімей гельської знаті Ірландії, які навернулися з католицької церкви на англіканство.

## Як соціальний клас
Термін «англо-ірландці» часто застосовують до членів Церкви Ірландії, які становили професійний і земельний клас в Ірландії з 17 століття до часу незалежності Ірландії на початку 20 століття. Протягом 17-го століття цей англо-ірландський земельний клас замінив ґельську ірландську та староанглійську аристократію як правлячий клас в Ірландії. Їх також називали «новоанглійцями», щоб відрізнити їх від «староанглійців», які походять від середньовічних гіберно-нормандських поселенців.
Відповідно до кримінального законодавства, яке діяло між 17-м і 19-м століттями (хоча і виконувалося з різним ступенем суворості), римо-католицьким рекусантам у Великій Британії та Ірландії було заборонено займати державні посади, тоді як в Ірландії їм також було заборонено в’їзд до Трініті-коледж Дубліна та з таких професій, як право, медицина та військові. Землі відступників римо-католицького дворянства, які відмовлялися прийняти встановлені присяги, були значною мірою конфісковані під час Плантацій Ірландії. Були суттєво обмежені права римо-католиків на успадкування земельної власності. Ті, хто навернувся до Церкви Ірландії, зазвичай могли зберегти або повернути свою втрачену власність, оскільки питання вважалося насамперед питанням вірності. Наприкінці 18 століття парламент Ірландії в Дубліні здобув законодавчу незалежність, і почався рух за скасування Законів про випробування.

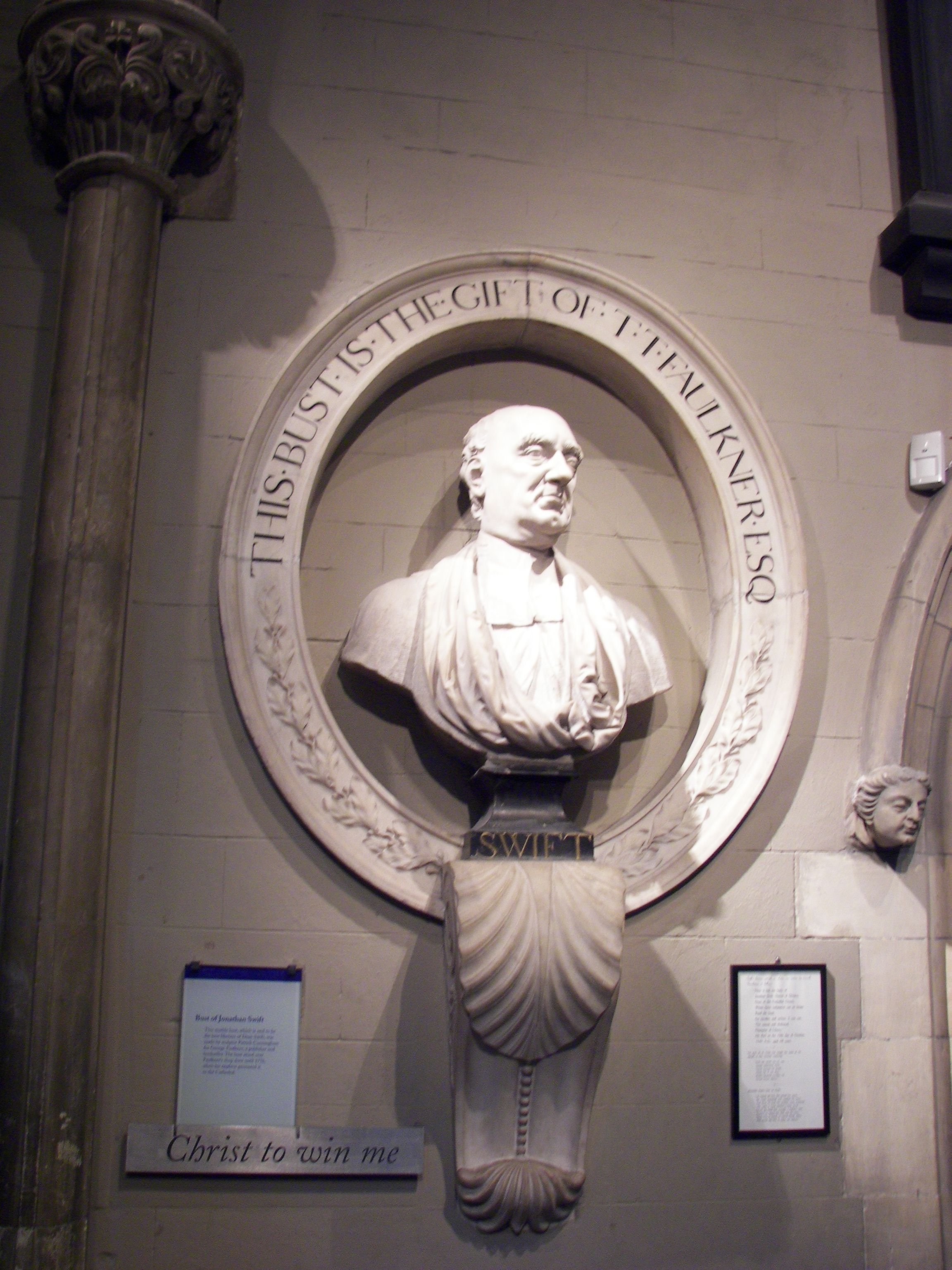
Мармуровий бюст V. Rev. Джонатан Свіфт, всередині собору Святого Патрика, Дублін. Свіфт був деканом Святого Патріка з 1713 по 1745 рік.

Не всі англо-ірландці могли простежити своє походження від англійських поселенців-протестантів Кромвеля; деякі були валлійського походження, а інші походили від давньоанглійської або навіть корінної гельської мови, наверненої до англіканства. Члени цього правлячого класу зазвичай ідентифікували себе як ірландці, зберігаючи англійські звички в політиці, торгівлі та культурі. Вони брали участь у популярних англійських видах спорту того часу, зокрема в гонках і полюванні на лисиць, і вступали в шлюби з правлячими класами Великобританії. Багато з найбільш успішних з них провели більшу частину своєї кар'єри або у Великій Британії, або в якійсь частині Британської імперії. Багато хто побудував великі заміські будинки, які стали відомі в Ірландії як великі будинки, і вони стали символом домінування класу в ірландському суспільстві.
Дублінський драматург робітничого класу Брендан Бехан, переконаний ірландський республіканець, вважав англо-ірландців класом дозвілля Ірландії та визначив англо-ірландця як «протестанта з конем».
Англо-ірландська письменниця та письменниця оповідань Елізабет Боуен незабутньо описала свій досвід як почуття «англійця в Ірландії, ірландця в Англії» і не сприйняла повну приналежність до жодної з них.
Через їхнє видатне становище в армії та їхню консервативну політику, Корреллі Барнетт порівнював англо-ірландців із класом прусських юнкерів.

### Ділові інтереси
На початку 20 століття англо-ірландці володіли багатьма основними корінними підприємствами Ірландії, такими як Jacob's Biscuits, Bewley'sBewley's, Beamish and Crawford, Ірландський віскі Jameson's, WP & R. Odlum, Cleeve's, R&H Hall, Кроуфорд МакКаллаг, Dockrell's, Arnott's, Goulding Chemicals, Irish Times, Irish Railways і пивоварний завод Guinness, найбільший роботодавець Ірландії.  Вони також контролювали фінансові компанії, такі як Bank of Ireland і Goodbody Stockbrokers.

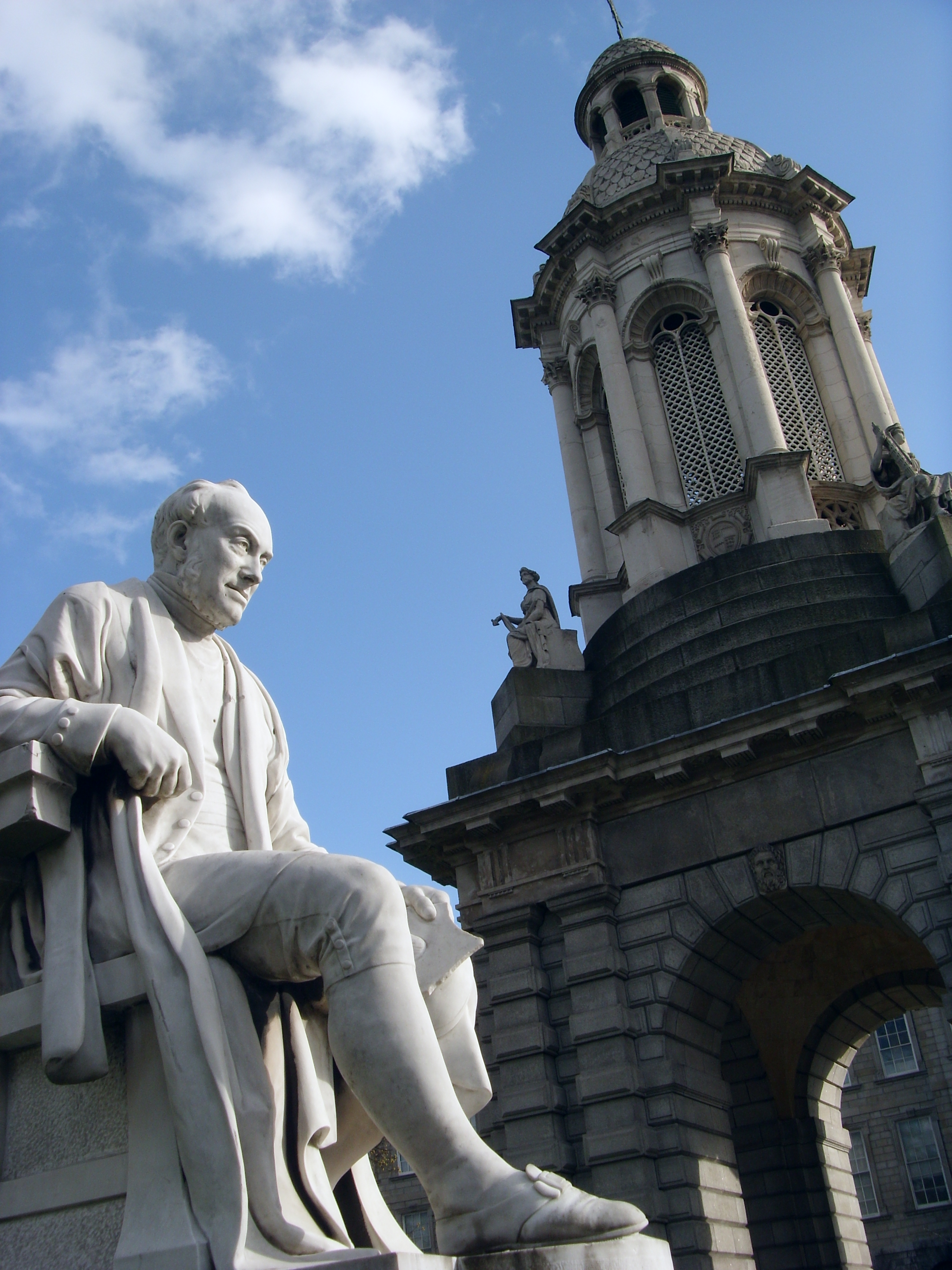
Статуя англо-ірландського математика та богослова Джорджа Салмона (1819–1904) перед дзвіницею Трініті-коледжу Дубліна, традиційної альма-матер англо-ірландського класу. Салмон був ректором Трініті з 1888 року до своєї смерті.

### Видатні члени
До відомих англо-ірландських поетів, письменників і драматургів належать Оскар Уайльд, Марія Еджворт, Джонатан Свіфт, Джордж Берклі, Шерідан Ле Фану, Олівер Голдсміт, Джордж Дарлі, Люсі Нокс, Брем Стокер, Дж. М. Сінг, В. Б. Єйтс, Сесіл Дей-Льюїс, Бернард Шоу, Августа, Леді Грегорі, Семюел Беккет, Джайлз Купер, К. С. Льюїс, Лорд Лонгфорд, Елізабет Боуен, Вільям Тревор і Вільям Аллінгем. Письменник Лафкадіо Хірн був англо-ірландського походження з боку батька, але його двоюрідна тітка виховувала як католика.
У 19 столітті деякі з найвидатніших учених математики та фізики Британських островів, зокрема сер Вільям Роуен Гамільтон, сер Джордж Стокс, Джон Тиндалл, Джордж Джонстон Стоуні, Томас Ромні Робінсон, Едвард Сабін, Томас Ендрюс, лорд Росс, Джордж Салмон і Джордж Фіцджеральд були англо-ірландцями. У 20 столітті вчені Джон Джолі та Ернест Уолтон також були англо-ірландцями, як і полярний дослідник сер Ернест Шеклтон . Серед медичних експертів були сер Вільям Уайлд, Роберт Грейвз, Томас Ріглі Грімшоу, Вільям Стокс, Роберт Колліс, сер Джон Ламсден і Вільям Бабінгтон. Географ Вільям Кулі одним із перших описав процес глобалізації.
Англо-ірландці Річард Брінслі Шерідан, Генрі Граттан, лорд Каслрі, Джордж Каннінг, лорд Макартні, Томас Спрінг Райс, Чарльз Стюарт Парнелл та Едвард Карсон відігравали значну роль у британській політиці. Сама Даунінг-стріт була названа на честь сера Джорджа Даунінга. У Церкві єпископ Річард Покок зробив великий внесок у написання подорожей C18.
Англо-ірландці також були представлені серед старших офіцерів британської армії такими людьми, як фельдмаршал Ерл Робертс, перший почесний полковник ірландського гвардійського полку, який провів більшу частину своєї кар'єри в Британській Індії; фельдмаршал віконт Гоф, який служив під командуванням Веллінгтона, сам Велслі, народжений у Дубліні в родині графа Морнінгтона, глави видатної англо-ірландської родини в Дубліні; а в 20 столітті фельдмаршал лорд Аланбрук, фельдмаршал лорд Олександр Туніський, генерал сер Джон Вінтроп Гекетт, фельдмаршал сер Генрі Вілсон і фельдмаршал сер Гарнет Уолслі.
Інші були видатними чиновниками та адміністраторами Британської імперії, такими як: Фредерік Метью Дарлі, головний суддя Нового Південного Уельсу; Генрі Артур Блейк, Ентоні МакДоннелл і Гаван Даффі. Інші брали участь у пошуку кращих способів управління нею, очолюючи Комісію Дономора чи Комісію Мойна.
Сер Джон Вінтроп Гекетт емігрував до Австралії, де став власником і редактором багатьох відомих газет. Він також вплинув на заснування Університету Західної Австралії та був його першим канцлером.
Серед плідних композиторів художньої музики були Майкл Вільям Балф, Джон Філд, Джордж Олександр Осборн, Томас Роузінгрейв, Чарльз Вільєрс Стенфорд, Джон Ендрю Стівенсон, Роберт Прескотт Стюарт, Вільям Вінсент Воллес і Чарльз Вуд.
У образотворчому мистецтві скульптор Джон Генрі Фолі, арт-дилер Х'ю Лейн, художники Деніел Макліз, Вільям Орпен і Джек Єйтс; балерина Нінетт де Валуа та дизайнер-архітектор Ейлін Грей були відомі за межами Ірландії.
Вільям Десмонд Тейлорбув першим і плідним режисером німого кіно в Голлівуді. Сценарист Джоганна Гарвуд, зокрема, написала кілька ранніх фільмів про Джеймса Бонда. Серед філантропів були Томас Барнардо та лорд Айві. Генерал Конфедерації Патрік Клеберн мав англо-ірландське походження.
Обговорюючи те, що він вважав відсутністю ірландської громадянської моралі в 2011 році, колишній Taoiseach Гаррет Фіцджеральд зауважив, що до 1922 року: «В Ірландії дійсно існувало сильне громадянське почуття – але головним чином серед протестантів і особливо англікан».
Генрі Форд, американський промисловець і бізнес-магнат, був наполовину англо-ірландцем; його батько Вільям Форд народився в Корку в родині родом із Сомерсета, Англія.

## Ставлення до незалежності Ірландії
Англо-ірландці, як клас, були переважно проти понять незалежності Ірландії та гомрулу. Більшість були прихильниками збереження політичного союзу з Великою Британією, який існував між 1800 і 1922 роками. Це було з багатьох причин, але найважливішими були економічні вигоди від унії для класу землевласників, тісні особисті та родинні стосунки з британським істеблішментом і політична популярність, яку займали англо-ірландці в Ірландії згідно з унією. Багато англо-ірландських чоловіків служили офіцерами в британській армії, були священнослужителями встановленої англіканської церкви Ірландії або мали землю (чи бізнес-інтереси) на Британських островах – усі фактори, які заохочували політичну підтримку уніонізму. З середини дев’ятнадцятого століття до 1922 року англо-ірландці становили основну частину підтримки таких рухів, як Ірландський юніоністський альянс, особливо в трьох південних провінціях Ірландії.
Під час Першої світової війни ірландський націоналіст Том Кеттл порівняв клас англо-ірландських землевласників із прусськими юнкерами, сказавши: «Англія йде боротися за свободу в Європі та за юнкерство в Ірландії».
Проте протестанти в Ірландії, і зокрема англо-ірландський клас, аж ніяк не були повсюдно прихильними до справи збереження політичного союзу з Великою Британією. Наприклад, письменник Джонатан Свіфт (1667–1745), священик Ірландської церкви, рішуче засуджував важке становище звичайних  під владою землевласників. Такі політики-реформатори, як Генрі Граттан (1746–1820), Вулф Тоун (1763–1798), Роберт Еммет (1778–1803), сер Джон Грей (1815–1875) і Чарльз Стюарт Парнелл (1846–1891), також були протестантами націоналістами, і значною мірою очолив і визначив ірландський націоналізм. Ірландське повстання 1798 року очолили члени англо-ірландського класу та класу ольстерських шотландців, деякі з яких побоювалися політичних наслідків майбутнього союзу з Великою Британією. Однак наприкінці 19-го та початку 20-го століть ірландський націоналізм дедалі більше прив’язувався до римо-католицької ідентичності. До початку двадцятого століття багато англо-ірландців у південній Ірландії переконалися в необхідності політичного врегулювання з ірландськими націоналістами. Англо-ірландські політики, такі як сер Горацій Планкетт і лорд Монтігл, стали провідними діячами у пошуку мирного вирішення «ірландського питання».
Під час війни за незалежність Ірландії (1919–1921) багато англо-ірландських землевласників покинули країну через підпал їхніх сімейних будинків. Підпали продовжувалися, і під час громадянської війни в Ірландії ІРА, яка виступала проти договору, здійснила багато вбивств на релігійному грунті. Вважаючи, що ірландська держава неспроможна захистити їх, багато представників англо-ірландського класу згодом покинули Ірландію назавжди, побоюючись, що вони піддадуться дискримінаційному законодавству та соціальному тиску. Частка протестантів серед ірландського населення впала з 10% (300 000) до 6% (180 000) в Ірландській вільній державі за двадцять п'ять років після здобуття незалежності, причому більшість переселенців переселилися у Великобританію. У всій Ірландії відсоток протестантів становив 26% (1,1 млн.).
Реакція англо-ірландців на англо-ірландський договір, який передбачав створення Ірландської вільної держави, була неоднозначною. Джаф Грегг, архієпископ Ірландської церкви Дубліна, заявив у проповіді в грудні 1921 року (місяць, коли було підписано Договір):
Нас усіх хвилює запропонувати Ірландській вільній державі нашу лояльність. Я вважаю, що є щире бажання з боку тих, хто давно відрізнявся від нас політично, вітати нашу співпрацю. Ми повинні помилятися політично та релігійно, відкидаючи такі досягнення.
У 1925 році, коли Ірландська вільна держава була готова оголосити розлучення поза законом, англо-ірландський поет В. Б. Єйтс виголосив славетну промову для свого класу в ірландському сенаті:
Я вважаю трагічним, що протягом трьох років після здобуття цією країною незалежності ми маємо обговорювати заходи, які меншість цієї нації вважає надзвичайно репресивними. Я пишаюся тим, що вважаю себе типовим чоловіком цієї меншини. Ми, проти кого ви це зробили, не дрібні люди. Ми є однією з найбільших акцій Європи. Ми народ Берка; ми народ Граттана; ми люди Свіфта, люди Еммета, люди Парнелла. Ми створили більшість сучасної літератури цієї країни. Ми створили найкраще з його політичної розвідки. Але я зовсім не шкодую про те, що сталося. Я зможу дізнатися, якщо не я, то мої діти зможуть дізнатися, втратили ми витривалість чи ні. Ви визначили нашу позицію та привернули увагу до нас. Якщо ми не втратили нашу витривалість, ваша перемога буде короткою, а ваша поразка остаточною, і коли вона прийде, ця нація може змінитися.
Зараз термін «англо-ірландці» не так часто використовується для опису південноірландських протестантів англійського походження або протестантських громадян Республіки Ірландія як групи.

## Звання рівності
Після перемоги Англії в Дев’ятирічній війні (1594–1603), «втечі графів» у 1607 році, традиційна гельська ірландська знать була витіснена в Ірландію, особливо в період Кромвеля. До 1707 року, після подальшої поразки у Вільямітській війні та наступного Союзу Англії та Шотландії, в аристократії Ірландії домінували англіканські родини, які були віддані Короні. Деякі з них були ірландськими родинами, які вирішили підкорятися усталеній церкві Ірландії, зберігаючи свої землі та привілеї, як-от герцоги Ленстерські (чиє прізвище ФіцДжеральд і які походять з гіберно-нормандської аристократії), або гельська Сім'я Гіннеса. Деякі з них були сім’ями британського або змішаного британського походження, які завдячували своїм статусом в Ірландії Короні, наприклад, графи Корк (чиє прізвище Бойл і чиє коріння предків було в Герефордширі, Англія).
Серед видатних англо-ірландських ровесників:

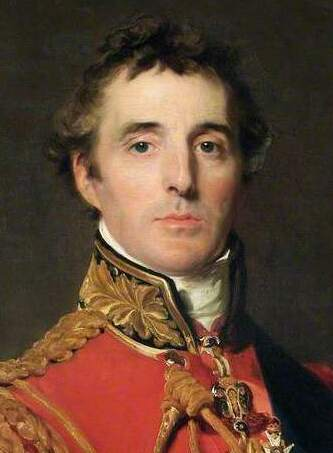
Фельдмаршал Артур Велслі, 1-й герцог Веллінгтон, з портрета сера Томаса Лоуренса

- 1-й граф Корк[en], лорд Верховний скарбник Ірландії[en], батько вченого Роберта Бойля .
- 1-й барон Гленаві, передостанній лорд-канцлер Ірландії та перший Кейторліч[en] (або голова) Сенату Ірландії (1922).
- 8-й маркіз Конінгем[en], власник рок-клубу Slane Castle і кандидат від Fine Gael на нещодавніх загальних виборах в Ірландії.
- 3-й граф Айві[en], гельсько-ірландського походження; голова родини Гіннесів, який засідав у сенаті Ірландії (1973–1977).
- Валері, леді Гулдінг[en], засновниця Інституту реабілітації та близька соратниця колишнього прем’єр-міністра Чарльза Хогі.
- 6-й граф Лонгфорд[en], імпресаріо в театрі Гейт[en] у Дубліні в 1950-х роках.
- 7-й граф Лонгфорд[en] (який змінив свого брата (вгорі) у графстві), міністр праці британського кабінету міністрів, біограф і друг Емона де Валери.
- 3-й граф Росс, астроном і будівельник найбільшого на той час телескопа в світі.
- 18-й барон Дансані, автор.
- Едмонд Рош, 1-й барон Фермой[en], ірландський пер.
- 1-й герцог Ормондський[en], державний діяч 17-го століття, двічі служив лордом-намісником Ірландії[en] та командував військами роялістів в Ірландії під час ірландських конфедеративних війн[en], ведучи переговори з ірландськими конфедератами від імені Карла I.
- Мерроу, 1-й граф Інчіквін[en], 6-й барон Інчіквін (1618–1674), гельського ірландського походження; командувач парламентом у війнах Ірландської конфедерації (1644–1648), перш ніж змінити сторону і стати одним із лідерів роялістських військ в Ірландії під час Війн трьох королівств[en] і завоювання Ірландії Кромвелем – 1649–53).
- Фельдмаршал 1-й герцог Веллінгтон, англо-ірландський генерал, який провів багато успішних кампаній і переміг Наполеона в битві при Ватерлоо. Пізніше він став прем'єр-міністром Сполученого Королівства Великої Британії та Ірландії.

До 1800 року всі пери Ірландії мали право на місце в ірландській Палаті лордів, верхній палаті парламенту Ірландії в Дубліні. Після 1800 року, відповідно до положень Акту про союз, парламент Ірландії було скасовано, і ірландські пери мали право обирати двадцять вісім зі свого числа, щоб засідати в Британській палаті лордів у Лондоні як представницькі пери. Протягом георгіанської ери титули перства Ірландії часто надавалися британським монархом англійцям, які мали незначний або зовсім відсутній зв’язок з Ірландією, щоб запобігти роздуванню членства британської Палати лордів такими почестями.
Кілька англо-ірландських колег були призначені президентами Ірландії служити в їхній дорадчій державній раді. Деякі також вважалися можливими кандидатами в президенти Ірландії, в тому числі:
- Валері, леді Голдін[en]г
- Лорд Кілланін[en] (хоча ірландський католик, а не англо-ірландець, незважаючи на його перство)
- Лорд Ешборн[en] (відомий гельський учений).